# 罗斯季斯拉夫·沃亚切克
罗斯季斯拉夫·沃亚切克（捷克語：Rostislav Vojáček，1949年2月23日—），捷克男子足球运动员，司职后卫。他曾代表捷克斯洛伐克国家队参加1980年欧洲足球锦标赛，结果队伍获得季军。